# E. M. Miller Company
E. M. Miller Company war ein US-amerikanischer Hersteller von Fahrzeugen. Eine andere Quelle verwendet die Firmierung The Miller-Quincy Company.

## Unternehmensgeschichte
Emerson M. Miller und J. H. Weaver gründeten 1856 Miller and Weaver. Der Sitz war in Quincy in Illinois. Bereits nach drei Monaten bezahlte Miller Weaver aus. Dann ist E. M. Miller & Co. überliefert, als der Bruder Sereno D. Miller der Partner wurde. Anfangs stellte es Kutschen her. In den 1880er Jahren waren rund 300 Personen beschäftigt. Im Juni 1899 verließ Sereno Miller das Unternehmen. Elbridge K. Stone Jr. wurde neuer Partner. Im Februar 1902 wurde E. M. Miller Company registriert. Beteiligt waren E. M. Miller, E. K. Stone Jr., dessen Sohn Albert J. Stone und Alfred Boger. Im März 1909 zog sich Miller zurück und verkaufte seine Anteile an Stone.
1915 entstand der erste motorisierte Leichenwagen. Im nächsten Jahr folgten 116 Stück. Um 1920 waren 75 Personen beschäftigt. Zwischen 1922 und 1924 entstanden auch einige Personenkraftwagen. Der Markenname lautete Miller-Quincy.
1930 endete die Produktion.

## Fahrzeuge
Die Pkw hatten einen Sechszylindermotor von der Continental Motors Company. Er leistete 50 PS. Die Fahrzeuge waren als Limousinen karosseriert. Das Fahrgestell hatte 330 cm Radstand, ebenso wie bei den Leichenwagen. Der Neupreis betrug 2780 US-Dollar.

## Übersicht über Pkw-Marken aus den USA, dieMillerbeinhalten
| Marke         | Hersteller                            | Vermarktungsbeginn | Vermarktungsende | Ort, Bundesstaat         |
| ------------- | ------------------------------------- | ------------------ | ---------------- | ------------------------ |
| Frayer-Miller | Buckeye National Motor Car Company    | 1904               | 1909             | Springfield, Ohio        |
| Miller        | Miller                                | 1901               | 1902             | Orrville, Ohio           |
| Miller        | Miller Motor Company                  | 1907               | 1907             | Bridgeport, Connecticut  |
| Miller        | Miller Car Company                    | 1911               | 1914             | Detroit, Michigan        |
| Miller        | Harry A. Miller Manufacturing Company | 1928               | 1932             | Los Angeles, Kalifornien |
| Miller-Peters | Miller-Peters Motor Car Company       | 1907               | 1907             | Newport, Kentucky        |
| Miller-Quincy | E. M. Miller Company                  | 1922               | 1924             | Quincy, Illinois         |